# Platinbeilbauchfisch
Der Platinbeilbauchfisch (Thoracocharax securis) ist ein Fisch aus dem Amazonas und seinen rechtsseitigen Nebenflüssen. Er ist die größte Art der Beilbauchsalmler (Gasteropelecidae) und lebt in flachen Buchten von Weißwasserflüssen an der Wasseroberfläche, wo er auf Insektenjagd geht. Der Platinbeilbauchfisch kann angeblich Sprünge von 10 Meter Länge ausführen, wobei er seine Brustflossen vogelschwingenartig schwirren lassen soll.

## Merkmale
Der Platinbeilbauchfisch kann 6,7 bis neun Zentimeter lang werden. Ältere Tiere sind oft genau so hoch wie lang. Vor der Rückenflosse ist sein Rückenprofil fast gerade. Die Rückenflosse wird von 13 bis 16 Flossenstrahlen gestützt, die lange Afterflosse von 38 bis 42. Die Basis der Afterflosse wird von fünf bis sechs gelbbraunen bis olivfarbenen, silbrig glänzenden Schuppenreihen bedeckt. Die Brustflossen sind verlängert und reichen über sie Rückenflossenbasis hinaus. Die Flossen sind farblos, lediglich die Rückenflosse hat an der Vorderkante einen dunklen Fleck. Vom Kiemendeckel bis zur Basis der Schwanzflosse zieht sich ein Band, das im Sonnenlicht bläulich bis grünlich schimmert. Geschlechtsunterschiede sind nicht bekannt.

## Haltung im Aquarium
Der Platinbeilbauch kann in Aquarien mit mindestens 350 bis 400 Liter Wasserinhalt gehalten werden, wobei Becken mit einer geringeren Tiefe und einer großen Wasseroberfläche vorzuziehen sind. Die Wassertemperatur sollte zwischen 25 °C und 30 °C liegen, der pH-Wert zwischen 5,5 und 7,5 und die Karbonathärte des Wassers sollte zwischen 3 °dKH und 16 °dKH eingestellt sein. Der Fisch kann gut mit friedlichen kleinen und mittelgroßen südamerikanischen Buntbarschen gehalten werden. Als Futter sollte man kleine Insekten geben. Dieser Fisch ist ein ausgezeichneter Springer, deshalb sollte das Aquarium abgedeckt sein und der Abstand zwischen Wasserspiegel und Aquariendeckel zehn Zentimeter oder mehr betragen.
Der Platinbeilbauch sollte im Schwarm von mindestens zwölf Tieren gehalten werden. Auf den Einsatz von Schwimmpflanzen sollte verzichtet werden.